# Leucania albivenata
Leucania albivenata är en fjärilsart som beskrevs av Swinhoe 1890. Leucania albivenata ingår i släktet Leucania och familjen nattflyn. Inga underarter finns listade i Catalogue of Life.